# Dasychira georgiana
Dasychira georgiana är en fjärilsart som beskrevs av Fawcett 1901. Dasychira georgiana ingår i släktet Dasychira och familjen tofsspinnare. Inga underarter finns listade i Catalogue of Life.